# Пероксодисульфат калия
Пероксодисульфат калия — неорганическое соединение, соль щелочного металла калия и пероксодисерной кислоты с формулой K2S2O6(O2), бесцветные (белые) кристаллы, растворимые в воде.

## Получение
- Электролиз насыщенного раствора гидросульфата калия:

{\displaystyle {\mathsf {2KHSO_{4}\ {\xrightarrow {e^{-},0^{o}C}}\ K_{2}S_{2}O_{6}(O_{2})+H_{2}\uparrow }}}
- Окисление фтором гидросульфата калия:

{\displaystyle {\mathsf {2KHSO_{4}+F_{2}\ {\xrightarrow {}}\ K_{2}S_{2}O_{6}(O_{2})+2HF}}}

## Физические свойства
Пероксодисульфат калия образует бесцветные (белые) кристаллы триклинной сингонии, пространственная группа P 1, параметры ячейки a = 0,510 нм, b = 0,683 нм, c = 0,540 нм, α = 106,9°, β = 90,17°, γ = 102,58°, Z = 1.
Хорошо растворим в холодной воде, разлагается в горячей. Плохо растворяется в этаноле.

## Химические свойства
- Разлагается при нагревании:

{\displaystyle {\mathsf {2K_{2}S_{2}O_{6}(O_{2})\ {\xrightarrow {65-100^{o}C}}\ 2K_{2}S_{2}O_{7}+O_{2}\uparrow }}}
- В сухом состоянии устойчив, а во влажном медленно разлагается:

{\displaystyle {\mathsf {2K_{2}S_{2}O_{6}(O_{2})+2H_{2}O\ {\xrightarrow {\tau }}\ 4KHSO_{4}+O_{2}\uparrow }}}
- Разлагается горячей водой (быстрее в присутствии катализатора):

{\displaystyle {\mathsf {2K_{2}S_{2}O_{6}(O_{2})+2H_{2}O\ {\xrightarrow {MnO_{2},80^{o}C}}\ 2K_{2}SO_{4}+2H_{2}SO_{4}+O_{2}\uparrow }}}
- Разлагается разбавленными кислотами:

{\displaystyle {\mathsf {K_{2}S_{2}O_{6}(O_{2})+2H_{2}O\ \xrightarrow {20^{o}C} \ K_{2}SO_{4}+H_{2}SO_{4}+H_{2}O_{2}}}}
{\displaystyle {\mathsf {K_{2}S_{2}O_{6}(O_{2})+H_{2}O\ {\xrightarrow {0^{o}C}}\ H_{2}SO_{3}(O_{2})+K_{2}SO_{4}}}}
- Реагирует с концентрированными кислотами:

{\displaystyle {\mathsf {K_{2}S_{2}O_{6}(O_{2})+2H_{2}SO_{4}\ {\xrightarrow {0^{o}C}}\ H_{2}S_{2}O_{6}(O_{2})+2KHSO_{4}}}}
- Реагирует с щелочами (быстрее в присутствии катализатора):

{\displaystyle {\mathsf {2K_{2}S_{2}O_{6}(O_{2})+4KOH\ {\xrightarrow {MnO_{2}}}\ 4K_{2}SO_{4}+O_{2}\uparrow +2H_{2}O}}}
- Реагирует с триоксидом серы, образуя пероксотетрасульфат калия:

{\displaystyle {\mathsf {K_{2}S_{2}O_{6}(O_{2})+2SO_{3}\ {\xrightarrow {}}\ K_{2}S_{4}O_{12}(O_{2})}}}
- Является сильным окислителем:

{\displaystyle {\mathsf {K_{2}S_{2}O_{6}(O_{2})+2FeSO_{4}\ {\xrightarrow {H^{+}}}\ K_{2}SO_{4}+Fe_{2}(SO_{4})_{3}}}}
{\displaystyle {\mathsf {K_{2}S_{2}O_{6}(O_{2})+2HI\ {\xrightarrow {}}\ K_{2}SO_{4}+I_{2}\downarrow +H_{2}SO_{4}}}}
{\displaystyle {\mathsf {5K_{2}S_{2}O_{6}(O_{2})+I_{2}+12KOH\ {\xrightarrow {100^{o}C}}\ 10K_{2}SO_{4}+2KIO_{3}+6H_{2}O}}}

## Применение
- Пищевая добавка Е922.
- Получения растворов перекиси водорода.
- Как окислитель в аналитической химии.
- Для отбеливания жиров и мыла.
- В качестве инициатора полимеризации.
- Как компонента некоторых взрывчатых веществ.
- Как пестицид.
- Относится к многотоннажному химическому производству, ГОСТ 4146-74, пакуется в мешки по 25 кг.